# Guy (бронеавтомобиль)
«Гай» (англ. Armoured Car, Guy) — британский средний бронеавтомобиль периода Второй мировой войны. По национальной классификации обозначался как «Лёгкий колёсный танк Модель I» (англ. Light Tank (Wheeled) Mark I). Был разработан фирмой Guy Motors в 1938 году, на базе артиллерийского тягача Quad-Ant, и стал первым серийным британским полноприводным бронеавтомобилем. «Гай» выпускался сравнительно малой серией: в 1939—1940 годах был выпущен 101 бронеавтомобиль этого типа, прежде чем его сменили в производстве более совершенные машины. В боевых действиях участвовали лишь 6 бронеавтомобилей этого типа, отправленные в 1940 в составе Британских экспедиционных сил во Францию. Остальные же машины оставались в Великобритании и состояли на вооружении как британских частей, так и эвакуировавшихся нидерландских, бельгийских и датских подразделений до 1943 года, когда последние бронеавтомобили типа «Гай» были заменены на более совершенную технику.

## Модификации
- Light Tank (Wheeled), Mark I — базовая модификация, выпущено 50 единиц
- Light Tank (Wheeled), Mark IA — модификация с вооружением из спаренных 15-мм и 7,92-мм пулемётов BESA, выпущена 51 единица

- Guy Mk.IA